# Kollár János (fizikus)
Kollár János (Pécs, 1945. november 3. – Budapest, 2011. január 13.) magyar fizikus, a Magyar Tudományos Akadémia levelező tagja. Fő kutatási területe a szilárdtestfizika volt.
Az MTA Szilárdtestfizikai és Optikai Kutatóintézet igazgatója volt.
…nemzetközileg elismert elméleti fizikus volt. Az intézet vezetésén kívül, amelyet több mint 20 éven keresztül nagy odaadással, türelemmel és kimeríthetetlen energiával végzett, úttörő kutatója volt a sűrűségfunkcionál-elmélet kidolgozásának és szilárdtestfizikai alkalmazásainak. …Munkatársaival megértő és közvetlen volt, az intézetben nyugodt és békés alkotói légkört teremtett. Kollégáit szavaival és tetteivel segítette, hogy megtalálják kutatói önmagukat. Akik ismerték - sokat gyarapodtak általa, mert remek szakember, empatikus kolléga és humánus ember volt.

## Élete
1964-ben érettségizett a Nagy Lajos Gimnáziumban. Az Eötvös Loránd Tudományegyetem fizikai szakán szerzett oklevelet 1970-ben. 1976-ban egy évet Dániában dolgozott mint a National Research Establishment Riso vendégkutatója, 1981-től 1983-ig a stuttgarti Max Planck Institut für Festkörperforschungban kutatott két éven keresztül.
1988 óta a fizikai tudomány doktora, 1989-től az MTA Szilárdtestfizikai és Optikai Kutatóintézet igazgatóhelyettese, 1998-tól az intézet igazgatója, 2010-től a Magyar Tudományos Akadémia levelező tagja volt.
2011. január 13-án, életének 66. évében hunyt el Budapesten.

## Tagságai
| - MTA Szilárdtestfizikai Bizottsága (elnök) - Eötvös Loránd Fizikai Társulat (elnök) - a MAB Fizikai Szakbizottsága (elnök) - Nemzetközi Elméleti Fizikai Műhely Tudományos Tanácsa (társelnök) - Akadémiai Kutatóhelyek Vezetőinek Tanácsa (AKVT) - Magyar Akkreditációs Bizottság plénuma - Computational Material Science Center (Bécs) felügyelőbizottsága | - a Nemzetközi Elméleti és Alkalmazott Fizikai Szövetség (International Union of Pure and Applied Physics, IUPAP) vezető testülete - a COST Igazgató Tanácsa - SF Programbizottság - a Wigner Jenő-díj szakkuratóriuma - az OTKA Élettelen Természettudományi szakkollégiuma |

## Tudományos címei
- 1977: a tudomány kandidátusa
- 1989: a tudomány doktora
- 1990: az ELTE címzetes egyetemi tanára
- 2010: a Magyar Tudományos Akadémia levelező tagja

## Díjai, kitüntetései
- 1979: Gyulai Zoltán-díj
- 2001: Akadémiai Díj